# 沈雄
沈雄（?—?），字偶僧，江苏吴江人。
约清世祖顺治年間人。生平無考。著有《柳塘词》、《古今词话》。